# 安守忠
安守忠（932年—1000年），字信臣，并州晉陽人，為代北地區沙陀族後裔。五代至北宋初年將領，後唐振武節度使安金全之孫、後周平盧節度使安審琦之子。後漢天福十二年（947年）七月授任為衙內指揮使、綉州刺史。後周顯德四年（957年），授任鞍轡庫使，宣諭淮南百姓，建立起名聲。北宋建立後，入朝擔任左衛將軍。後曾擔任永州刺史、漢州刺史、濮州刺史、遼州知府、靈州知府、易州知府、夏州知府、滄州知府、瀛洲知府、雄州知府、宋州知府、高陽關駐泊部署、瀛洲防禦使、製置營田使。安守忠也曾被加拜為濮州團練使、耀州觀察使、感德節度使。咸平三年（1000年），安守忠入朝覲見，並於同年六月突發暴病逝世，享年六十九歲。宋真宗赵恒聞訊後，為安守忠为他輟朝一日，追贈其為太尉，並錄用安守忠之子安繼昌為供備庫副使、女婿王世及為光祿寺丞。

## 生平
安守忠，字信臣，并州晉陽人，為代北地區沙陀族後裔。
後漢天福十二年（947年）七月，其父安審琦出任山南東道節度使時，安守忠隨父就職，授任為衙內指揮使、綉州刺史，掌領牙兵。
後周顯德四年（957年）春天，安守忠改授為鞍轡庫使，前往剛剛攻下的淮南地區宣諭百姓。安守忠奉使期間，以正禮相抗驕橫傲慢的地方藩鎮武臣，所幸不辱使命，不久後便轉任衛州刺史。宋太祖趙匡胤在為初期，安守忠入朝擔任左衛將軍。
建隆四年（963年），被任命為永州刺史。
乾德四年（966年），改任漢州刺史。
開寶初年（968年），安守忠再轉任濮州刺史，受命擔任潁州團練使曹翰的副手修復決堤的黃河，最終成功堵住了缺口。
開寶五年（972年），安守忠擔任遼州知府。在其任內，一位州民企圖暗通北漢。安守忠查獲內奸與北漢的陰謀後，將內奸斬首示眾。
太平興國初年（976年），安守忠移知靈州，並在當地任職七年。此時，趙匡胤策劃出軍北漢，安守忠奉詔與孫晏宣從遼州進攻北漢。不久後，二人碰上路羅砦監押，馬繼恩，二人與馬繼恩合軍攻入北漢境內，焚燒了北漢營寨四十餘座，俘獲牛羊數千。但就在宋朝軍隊商議繼續進兵時，趙匡胤卻突然崩逝，安守忠等人只得班師回朝。
雍熙二年（985年），安守忠擔任易州、夏州知府期間，每當遇到西戎侵犯邊關，都出兵與之交戰，戰無不勝。朝廷也根據其功勞加拜其為濮州團練使。
端拱（988年－989年）年中，安守忠又被調往北境，轉知滄州、瀛洲，並兼任高陽關駐泊部署，後調任瀛洲防禦使。
淳化二年（991年），安守忠轉知雄州。次年，被加封為耀州觀察使，兼判雄州。
淳化五年（994年），安守忠第二次知滄州。次年，再次移知雄州。
至道三年（997年），安守忠第三次調知滄州。後又被拜為感德節度使留後，改知宋州，兼任製置營田使。
咸平三年（1000年），安守忠入朝覲見。六月，安守忠突發暴病逝世，享年六十九岁。宋真宗赵恒聞訊後，為安守忠輟朝一日，追贈其為太尉，並錄用安守忠之子安繼昌為供備庫副使、女婿王世及為光祿寺丞。

## 評價
太祖必戒之曰：「 安守忠在蜀，能律己以正，汝行見之，當效其為人也。」
宋太祖趙匡胤對安守忠的為人給予正面評價，並曾要求其下屬效仿安守忠之為人。
脱脱：「 守忠練達邊事，禔身謙慎，彌卒校之變於談笑之頃，非善於行權者不能也。」
脫脫在《宋史》中這樣評價安守忠。

## 家庭
安守忠出身於世代邊將之家，曾祖父安山盛，為唐末朔州牢城都校；祖父安金全，為後唐安北都護、振武軍節度使；父安審琦，為後周平盧軍節度使，封陳王。
- 曾祖父：安山盛，唐末官至朔州牢城都校，後贈太傅。
- 祖父：安金全，後唐時官至安北都護、振武軍節度使，累贈太師。
- 大伯：安審暉，起家為長直軍使，歷為汝州防禦使、徐州節度副使等。後晉時任鄧州節度使，後周獲封為魯國公，謚號“靜”。
- 堂伯：安審信，後唐時任同、陜、許三洲馬步軍都指揮使。
- 父親：安審琦，後周時管至平盧軍節度使、守太師兼中書令，封陳王，贈尚書令、齊王、謚號“恭惠”。
- 母親：曹氏，鉅鹿人，於宋太祖開寶七年（974年）去世。
- 兒子：安繼昌，曾任供備庫副使。
- 女婿：王世及，曾任光祿寺丞。

## 延伸阅读
[在维基数据编辑]
 《宋史/卷275》，出自脱脱《宋史》